# Stal Mielec
Stal Mielec este un club de fotbal polonez cu sediul în Mielec, Polonia. Clubul a fost stabilit la 10 aprilie 1939. A câștigat titlul de două ori.

## Realizări
- Ekstraklasa
  - Locul 1: 1973, 1976
  - Locul 2: 1975
  - Locul 3: 1974, 1979, 1982
- Cupa Poloniei
  - Finalista: 1976

### Participarea la cupele europene
- Sfert-finaliști ai Cupa UEFA în sezonul 75/76
- Prima rundă de Cupa UEFA în sezonul 79/80
- Prima rundă de Cupa UEFA în sezonul 82/83
- Prima rundă de Cupa Campionilor Europeni în sezonul 73/74
- Prima rundă de Cupa Campionilor Europeni în sezonul 76/77

### Stadion
Construcția actualului stadionului al clubului,  Stadion Stali Mielec, a fost încheiată în 1953. Acesta are o capacitate de 6864 de spectatori pe locuri. Înainte de renovare, a avut capacitatea de 30.000 de spectatori, și a găzduit numeroase meciuri din Cupa Campionilor Europeni, Cupa UEFA și ale echipei naționale poloneze.

## Echipa actuală
La 20 January 2017..
| Nr. |          | Poziție | Jucător           |
| --- | -------- | ------- | ----------------- |
| 2   | Polonia  | F       | Sebastian Zalepa  |
| 3   | Polonia  | F       | Krzysztof Kiercz  |
| 4   | Polonia  | F       | Robert Sulewski   |
| 5   | Serbia   | F       | Boris Milekić     |
| 6   | Polonia  | M       | Piotr Marciniec   |
| 7   | Polonia  | M       | Szymon Sobczak    |
| 8   | Polonia  | M       | Damian Ałdaś      |
| 9   | Polonia  | M       | Mateusz Cholewiak |
| 10  | Bulgaria | M       | Vasil Panayotov   |
| 11  | Polonia  | F       | Michał Bierzało   |
| 12  | Polonia  | P       | Tomasz Libera     |
| 13  | Polonia  | M       | Przemysław Lech   |

| Nr. |          | Poziție | Jucător            |
| --- | -------- | ------- | ------------------ |
| 14  | Polonia  | M       | Piotr Głowacki     |
| 15  | Polonia  | M       | Arkadiusz Górka    |
| 16  | Polonia  | F       | Adrian Liberadzki  |
| 17  | Polonia  | A       | Krzysztof Drzazga  |
| 18  | Polonia  | A       | Dorian Buczek      |
| 20  | Bulgaria | A       | Aleksandar Kolev   |
| 21  | Polonia  | M       | Sebastian Białasik |
| 22  | Brazilia | A       | Zé Lucas           |
| 23  | Polonia  | F       | Krystian Getinger  |
| 31  | Polonia  | M       | Kamil Radulj       |
| 88  | Polonia  | P       | Marek Kozioł       |

## Jucători celebri
- Grzegorz Lato
- Henryk Kasperczak
- Andrzej Szarmach
- Jan Domarski
- Dariusz Kubicki
- Zygmunt Kukla
- Bogusław Wyparło

## Istoria denumirilor
- 1939 - KS PZL Mielec
- 1946 - RKS PZL Zryw Mielec
- 1949 - ZKS Stal Mielec
- 1957 - FKS Stal Mielec
- 1977 - FKS PZL Stal Mielec
- 1995 - MKP Mielec
- 1998 - MKP Lobo Stal Mielec
- 1997 - MKP Stal Mielec
- 2002 - KS Stal Mielec
- 2003 - KS FKS Stal Mielec